# Hilda Stadius
Hilda Stadius, född 1833, död 1924, var en finländsk operasångare och pedagog. Som operasångare fick hon två gånger uppträda i Anton Rubinsteins konserter i Sankt Petersburg Hon lämnade dock musikkarriären för att istället bli musiklärare.